# Rhett Titus
Pour les articles homonymes, voir Titus.
Everett Lawrence Titus (né le 15 septembre 1987 à Forked River, New Jersey) est un catcheur américain travaillant principalement pour la Ring of Honor (ROH), plus connu sous le nom de Rhett Titus ou The Romantic Touch. Formé au sein de la Ring of Honor Wrestling Academy il a été le dernier vainqueur du ROH Top of the Class Trophy en 2008 et a remporté une fois le championnat par équipe de cette fédération avec Kenny King en 2012.

## Vie privée
Il a un fils, nommé Chase, né en mai 2005. Il a une sœur et est ami avec Pelle Primeau, Mitch Franklin, Sal Rinurao et Kenny King.

## Carrière

### Circuit indépendant (2006-...)
En novembre 2006, avec Alex Payne, ils parcourent la Floride et participent ensemble à des spectacles de la Full Impact Pro dans des matchs en équipe et ainsi qu'à un spectacle de la CHIKARA le 18 novembre où il fait équipe avec Pelle Primeau et Shane Hagadorn et perdent face à Fire Ant, Soldier Ant et Worker Ant.
Début janvier 2007 il participe à son premier match de championnat au sein de la WORLD-1, une fédération de Pennsylvanie, où il participe à un Six Way Elimination match pour le championnat des lourds-léger remporté par Kirby Mack.
Il effectue ensuite quelques matchs pour la CHIKARA. Le 23 juin 2007, lors de CHIKARA Young Lions Cup '07 - Day 2, il perd dans un Six Way Elimination match remporté par Ricochet, après avoir battu Soldier Ant.
Le 31 mai durant d'un spectacle de la National Wrestling Superstars (NWS), une fédération du New Jersey, il devient le NWS Jersey Shore Champion en battant Nicky Oceans. Le 4 octobre, il perd ce titre au profit de Myke Quest et est devenu le même jour champion poids-lourds junior de cette fédération.
Il retourne ensuite à la FIP où le 28 mars 2009, il bat Chris Jones et devient FIP Florida Heritage Champion,. Il conserve son titre le 2 mai dans le match revanche. Il bat Brad Attitude le 1er août mais perd son titre au profit de Attitude le 3 octobre . Son dernier match fut le 17 avril 2010 et bat Bruce Santee après avoir participé à une bataille royale.
Le 30 avril 2010, il remporte le F1 Heritage Championship en battant Nicky Benz et le perd le 20 août en étant défait par Lince Dorado. Il bat Jake Manning le 24 septembre 2011 et remporte le titre poids-lourd de la PWX. Il perd son titre face à Caleb Konley le 6 juin 2012. Le 18 octobre 2013, il fait équipe avec Matt Taven et remportent les titres par équipe de la ICW en battant Danny Demanto et The Amazing Red. Le 28 mars 2014, il fait équipe avec Joey Janela et accède en finale du tournoi pour les titres par équipe de la JCW en battant Glitz & Glamour et la Spirit Squad. Le même soir, ils remportent les JCW Tag Team Championship en battant Aaron Epic et Chris Dickinson. Avec Janela, ils conservent leurs titres le 26 avril en battant Myke Quest et Nicholas Kaye.

### Ring of Honor (2006-2022)

#### Débuts à la ROH et Top of the Class Trophy (2006-2009)
Titus découvre le catch au sein de l'école de catch de la Ring of Honor dès l'âge de 17 ans et a été entraîné par Bryan Danielson et Austin Aries.
Il participe à son premier combat le 27 janvier 2006 en ouverture de Tag Wars 2006 dans un dark match où il perd face à Shane Hagadorn. Il fait ses débuts dans les spectacles principaux de la ROH diffusés en paiement à la séance ou pay-per-view lors de Glory By Honor V - Night 1, le 15 septembre, où il fait équipe avec Pelle Primeau et perd face à The Ring Crew Express.
Après un détour sur le circuit indépendant, il effectue ensuite plusieurs dark matchs puis des matchs en équipe, notamment lors de Fifth Year Festival le 23 février 2007, avec Bobby Dempsey en battant Alex Payne et Jon Moxley. Il réalise le 9 juin son premier match pour un titre de la ROH, le ROH Top of the Class Trophy, dans un Four Way Fray effectué à la Full Impact Pro, face au champion en titre Pelle Primeau, Alex Payne et Mitch Franklin. Il ne parvient pas à remporter ce match à la suite d'une élimination de la part de Mitch Franklin et Pelle Primeau a conservé son titre. Le 24 août à Caged Rage, il perd face à Jimmy Jacobs. Le 12 janvier 2008 il perd un 1000$ Daniel Puder Submission Challenge Match, un défi de soumission lancé par Daniel Puder. Le 7 juin 2008 à Respect is Earned il bat Ernie Osiris et remporte le ROH Top of the Class Trophy. Le 24 octobre, il conserve son titre face à Grizzly Redwood. Son titre fut retiré le lendemain, faisant de lui le dernier possesseur de ce titre.
Titus entame ensuite une rivalité avec Delirious, impliquant aussi Daizee Haze. Le 1er août, il perd par soumission face à Delirious. Deux semaines plus tard, à Age of Insanity, Delirious rejoint le clan The Age of the Fall, et bat Rhett Titus. Lors de Rising Above, il est défait par Delirious lors du match revanche. Le 27 décembre, lors de Final Battle 2008, il perd dans un Four Way match face à Chris Hero, Necro Butcher et Jerry Lynn, ce dernier ayant remporté ce match.

#### The All Night Express et champion par équipe de la ROH (2009-2012)

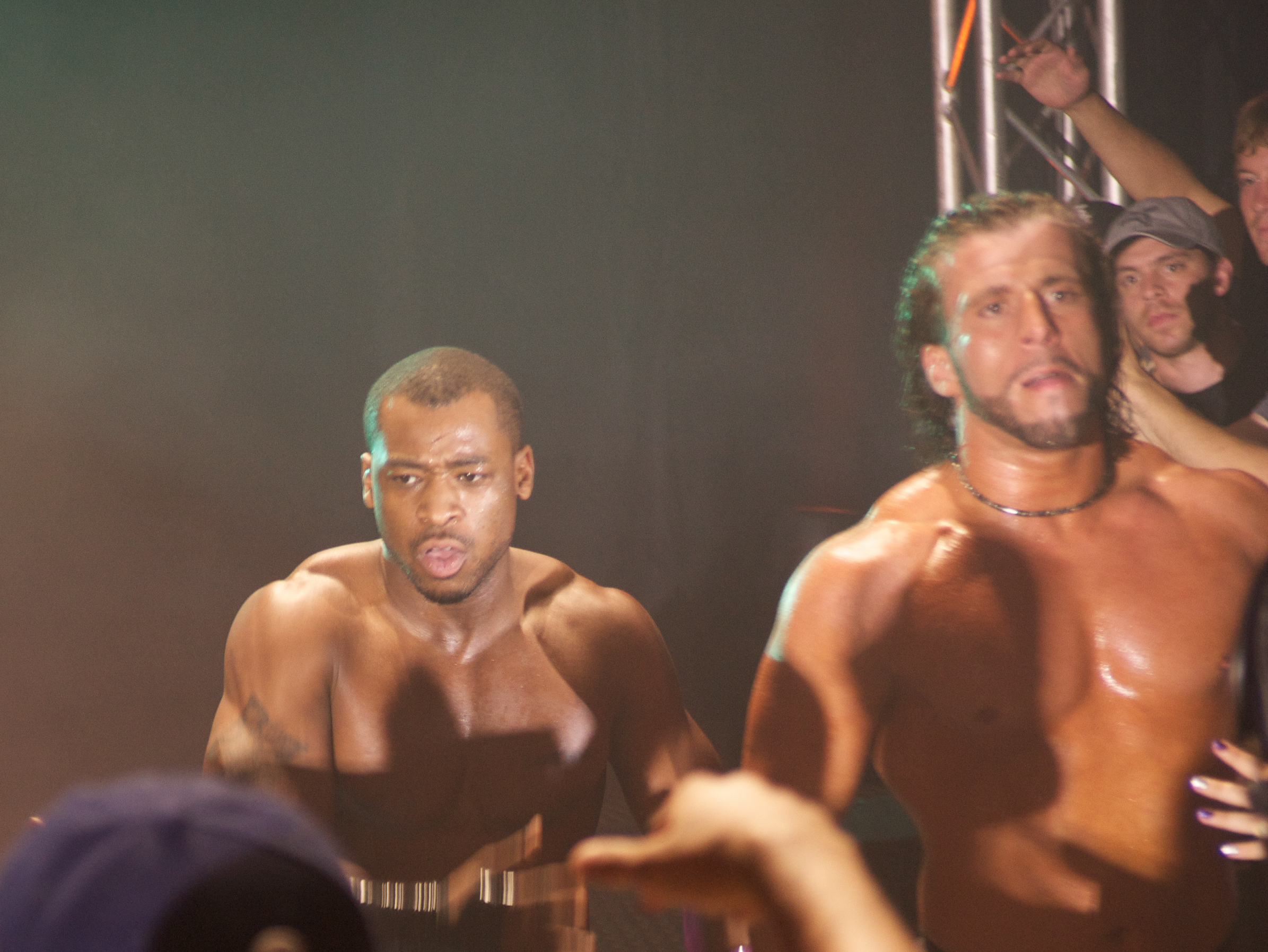
Rhett Titus avec son partenaire de All-Night Express, Kenny King, en 2011.

Début février 2009, Titus fait équipe avec Kenny King et se font connaître sous le nom de The All-Night Express. Ils enchaînent les victoires rapidement et obtiennent un match pour les titres par équipe le 14 mars face à Kevin Steen et El Generico, mais ils perdent le match. Le 21 mars, lors de 7th Anniversary Show, ils échouent face à Erick Stevens et Roderick Strong. Puis, ils décident de s'allier avec Austin Aries et interfèrent en sa faveur dans ses matchs. Le 18 avril, avec Aries, ils battent El Generico 2, Kenny Omega et Kevin Steen. Le 13 juin, lors de Manhattan Mayhem III, ils perdent contre The Young Bucks. Il fait à nouveau équipe avec Austin Aries le 25 septembre lors de Final Countdown Tour et battent Kenny Omega et Colt Cabana. Le 19 décembre, lors de Final Battle 2009, il perd contre Claudio Castagnoli, Colt Cabana et son partenaire Kenny King dans un Four Way match, remporté par Castagnoli. Lors de Supercard of Honor V, ils perdent face à The Briscoe Brothers. Après quelques victoires en équipe, ils obtiennent à nouveau une opportunité pour les championnats par équipe. À Tag Wars, ils échouent face aux champions The Kings of Wrestling, The Briscoe Brothers et The Dark City Fight Club dans un Ultimate Endurance Four Way Tag Team match,, et ne remportent pas les titres par équipe. Le 16 octobre, ils gagnent contre Future Shock (Adam Cole et Kyle O'Reilly). Le 12 novembre, lors de Survival of the Fittest 2010, il bat Colt Cabana et se qualifie pour la finale du tournoi mais perd dans un Six Man Elimination match, match remporté par Eddie Edwards. Lors de Final Battle 2010, lui et Kenny King battent à nouveau Future Shock et annoncent leurs intentions de devenir ROH World Tag Team Champions en 2011.

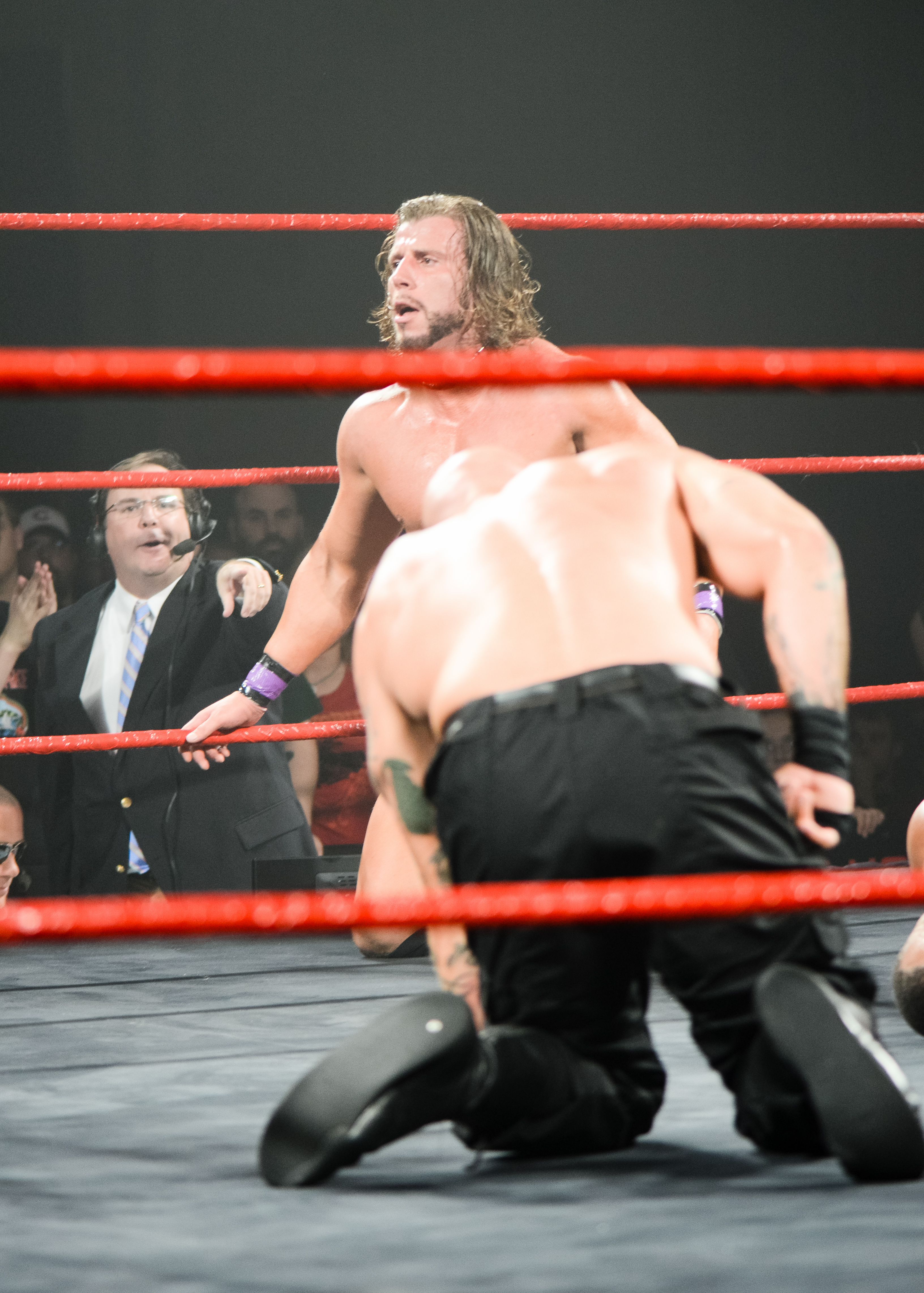
Titus pendant sa rivalité avec les Briscoe Brothers.

Le 26 février 2011, lors de 9th Anniversary Show, ils échouent face aux Kings of Wrestling pour remporter les titres par équipes. Ils effectuent ensuite un face turn et battent le 19 mars à Manhattan Mayhem IV les Briscoe Brothers. Les Briscoe Brothers prennent leur revanche à deux reprises lors de Honor Takes Center Stage le 2 avril, puis lors de Supercard of Honor VI le 21 mai dans un Chicago Street Fight. Lors de Best in the World 2011, ils perdent face aux champions par équipe The World's Greatest Tag Team, aux Briscoe Brothers et Kings of Wrestling dans un Four Way Tag Team match. Le 17 septembre, lors de Death Before Dishonor IX, ils battent les Briscoe Brothers dans un Ladder match pour devenir les challengers aux ROH World Tag Team Championship. Lors de Glory by Honor X, ils perdent face à The World's Greatest Tag Team et ne remportent pas les titres par équipe. Lors de Final Battle 2011, ils perdent dans un Gaunlet Tag Team match  face à The Young Bucks et ne deviennent pas challengers pour les titres par équipe. Ils prennent leur revanche lors de Showdown in the Sun le 30 mars dans un Tornado Tag Team match,. Lors de Best in the World 2012, ils battent The World's Greatest Tag Team et remportent les ROH World Tag Team Championship. Leurs titres furent retirés 16 jours plus tard, le 10 juillet, à la suite du départ de Kenny King vers la Total Nonstop Action.
Il décide alors de s'allier avec The World's Greatest Tag Team pour reconquérir les titres par équipe, malgré les rivalités existantes avant le départ de Kenny King. Lors de Death Before Dishonor X, il fait équipe avec Charlie Haas et battent les Briscoe Brothers mais perdent contre les champions S.C.U.M. (Jimmy Jacobs et Steve Corino) le même soir,. Le 22 septembre, il perd contre Kevin Steen et ne remporte pas le ROH World Championship. Le 13 octobre, lors de Glory by Honor XI, il fait équipe avec B.J. Whitmer et perdent contre Shelton Benjamin et Charlie Haas. Ils perdent à nouveau contre The World's Greatest Tag Team lors de Final Battle 2012 dans un Street Fight Tag Team match.

#### S.C.U.M. (2013)
Il décide ensuite de rejoindre le clan S.C.U.M.. Le 3 mars 2013, il fait équipe avec Cliff Compton et battent C&C Wrestle Factory (Caprice Coleman et Cedric Alexander). Le 4 avril, lors de Supercard of Honor VII, les S.C.U.M. battent la Team ROH, composée de Caprice Coleman et Cedric Alexander, Mike Mondo, Mark Briscoe et B.J. Whitmer. Lors de Border Wars 2013, il perd face à B.J. Whitmer dans un I Quit match,. Le 1er juin, il s'associe avec Jimmy Jacobs et affrontent B.J. Whitmer et Michael Elgin, match où ils ressortent vainqueurs. A Best in the World 2013, le 22 juin, lui et Compton perdent contre les champions par équipe reDRagon et C&C Wrestle Factory dans un Three-Way Tag team match et ne gagnent pas les ROH World Tag Team Championship. Le 23 juin, le groupe S.C.U.M. fut dissout à la suite d'une défaite dans un match en cage contre la Team ROH.
Titus n'est plus sous contrat avec la ROH depuis que S.C.U.M. fut dissous. Il fait une courte apparition à la WWE pendant un segment de WWE Raw durant une discussion entre Brad Maddox, Vickie Guerrero et Vincent Kennedy McMahon.

#### The Romantic Touch et série de défaites (2013-2015)

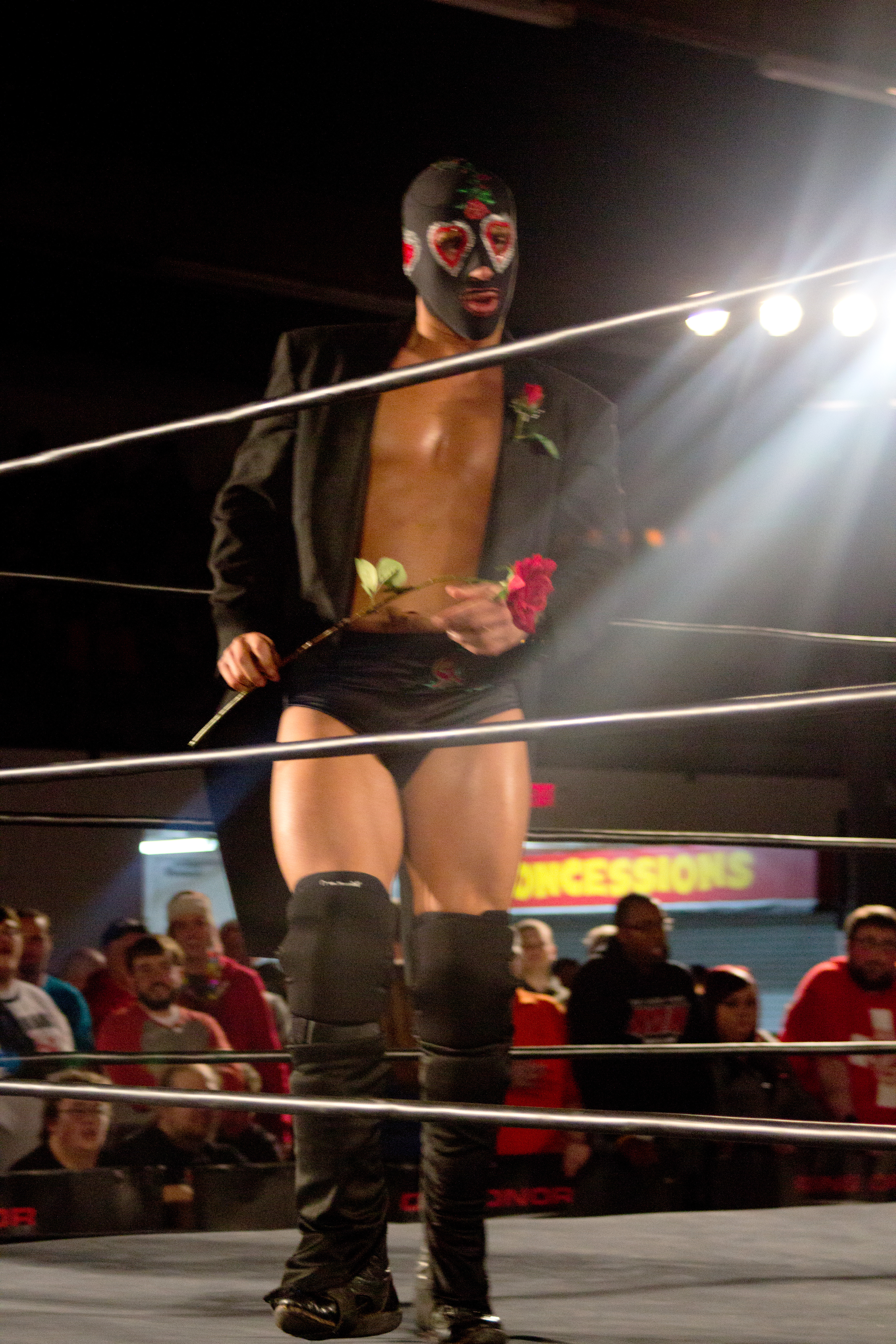
The Romantic Touch en 2014.

Il effectue son retour à la ROH le 26 octobre en catcheur masqué sous le nom de The Romantic Touch en battant Will Ferrara lors de Glory by Honor XII. Il entame ensuite une série de défaites. Le 4 janvier 2014, il est éliminé dès le premier tour du ROH Top Prospect Tournament en perdant face à Andrew Everett. Le 25 janvier, lors de Wrestling's Finest, il perd contre Mike Bennett. Le 8 février, lors de State of the Art, il est défait par Caprice Coleman. Le 22 février, il perd contre R.D. Evans par décompte à l'extérieur[réf. nécessaire]. Lors de Flying High, le 22 mars, il perd dans un Four Corner Survival match contre R.D. Evans, match qui comprenait également Silas Young et Kyle O'Reilly. Le 4 avril, lors de Supercard of Honor VIII, il perd contre Luke Hawx dans un Four Way match, match qui comprenait également Mike Posey et Corey Hollis. Le lendemain, il perd face à Silas Young. Le 10 mai, lors de Global Wars 2014, il perd face à Tadarius Thomas. Le 6 juin, il est défait par soumission contre Bobby Fish. Le 22 juin, à Best in the World 2014, il perd face à Adam Page. Il obtient un match de championnat pour le ROH World Television Championship, à la suite de la victoire de Matt Taven, qui a utilisé son déguisement, contre Jay Lethal. Le 18 juillet, il perd face à Jay Lethal et ne remporte pas le titre de la télévision.
Il parvient par la suite à ressortir victorieux lors de dark matchs et brise la série de défaites. Le 19 juin 2015, lors du pré-show de Best in the World (2015), il perd contre J. Diesel, Will Ferrara et Cheeseburger, match remporté par ce dernier.

#### Reformation des All Night Express (2015-2017)
Le 18 septembre, lors de All Star Extravaganza VII, il reforme The All Night Express avec Kenny King qui effectue un retour surprise au sein de la fédération et battent The Briscoe Brothers. Au cours de Final Battle 2015, le 18 décembre, lui et Kenny King battent les Briscoe Brothers et The Young Bucks et deviennent challengers pour les titres par équipe de la ROH.

#### The Foundation et ROH World Television Champion (2020-2022)
Lors de 19th Anniversary Show, lui et Tracy Williams battent La Facción Ingobernable (La Bestia del Ring et Kenny King) pour remporter les ROH World Tag Team Championship,.
Lors de Final Battle 2021, il bat Dalton Castle, Joe Hendry et Silas Young dans un Four Corner Survival Match et remporte le ROH World Television Championship.

## Palmarès
- Force One Pro Wrestling
  - 1 fois NWA Force 1 Heritage Champion[82]

- Full Impact Pro
  - 1 fois FIP Florida Heritage Champion[82]

- Impact Championship Wrestling
  - 1 fois ICW Tag Team Champion avec Matt Taven[2] (dernier)

- Jersey Championship Wrestling
  - 1 fois JCW Tag Team Champion avec Joey Janela[15]
  - Jersey J-Cup (2014)

- National Wrestling Superstars
  - 1 fois NWS Jersey Shore Champion[82],[83]
  - 1 fois NWS Jersey Junior Heavyweight Champion[82]
  - Chris Candido Memorial J-Cup Tournament (2008) [84],[83]
  - WSU/NWS King and Queen of the Ring (2008) avec Nikki Roxx [84],[3]

- Premier Wrestling Xperience
  - 1 fois PWX Heavyweight Champion[2]

- Ring of Honor
  - 1 fois ROH Top of the Class Trophy[2],[3]
  - 1 fois ROH World Television Championship
  - 2 fois ROH World Tag Team Champion avec Kenny King (1) et Tracy Williams (1)[2],[3]

## Récompenses des magazines
- Pro Wrestling Illustrated

| Année | 2007 | 2008 | 2009 | 2010 | 2011 | 2012 | 2013 | 2014 | 2015 | 2016 | 2017 | 2018 | 2019       | 2020 | 2021 | 2022 |
| ----- | ---- | ---- | ---- | ---- | ---- | ---- | ---- | ---- | ---- | ---- | ---- | ---- | ---------- | ---- | ---- | ---- |
| Rang  | 376  | 311  | 106  | 123  | 109  | 98   | 120  | 173  | 208  | 160  | 365  | 313  | Non classé | 261  | 376  | 380  |